# Lokovica, Prevalje
Lokovica je naselje v Občini Prevalje.